# Félix Bergèse
Pour les articles homonymes, voir Bergèse.

a Compétitions nationales et continentales officielles uniquement.

b Matchs officiels uniquement.
Félix Bergèse, parfois orthographié Bergèze, né le 11 janvier 1914 à Boucau (Pyrénées-Atlantiques) et mort 22 septembre 2003 à Carcassonne (Aude), un joueur de rugby à XV international français et de rugby à XIII dans les années 1930 à 1950, devenu par la suite entraîneur.
Il se forme au rugby à XV au Boucau stade et dispute le Championnat de France. Vite courtisé par de nombreux clubs de rugby à XV et de rugby à XIII, il rejoint alors l'Aviron bayonnais. De cette période, où il est surnommé « Le toréador », il remporte le Challenge Yves du Manoir en 1936. Parallèlement, il devient un titulaire au poste de centre en sélection française entre 1936 et 1938 avec laquelle il remporte le Tournoi européen en 1937 et 1938.
En 1938, il est l'un des transferts sensations vers le rugby à XIII en s'engageant avec l'A.S. Carcassonne qui opère également à ce moment-là un changement de code de rugby. La Seconde Guerre mondiale éclate alors et le rugby à XIII est rapidement interdit contraignant le club carcassonnais, auquel il reste fidèle, à renouer avec le rugby à XV. A la Libération, le rugby à XIII réapparaît en France en 1944 après son interdiction durant la Seconde Guerre mondiale, F. Bergèse convainc Martin Martin et Germain Calbète de le rejoindre avec l'A.S. Carcassonne, comprenant également Puig-Aubert, Frédéric Trescases, Louis Mazon et François Labazuy, et empile les titres d'après guerre : trois succès en Championnats de France et deux succès en Coupe de France.
Il prend sa retraite sportive en 1950 et devient par la suite entraîneur. Après avoir pris part aux débuts du XIII Limouxin en 1951 puis laissé la main à René Peytavy, il est appelé à recadrer le Toulouse olympique XIII durant quelques années. En 1954, il opère à l'A.S. Carcassonne dans lequel il exerce jusqu'en 1971. Surnommé alors « Le sorcier », il conquiert avec ce dernier deux titres de Championnats de France et quatre titres de Coupe de France.

## Biographie

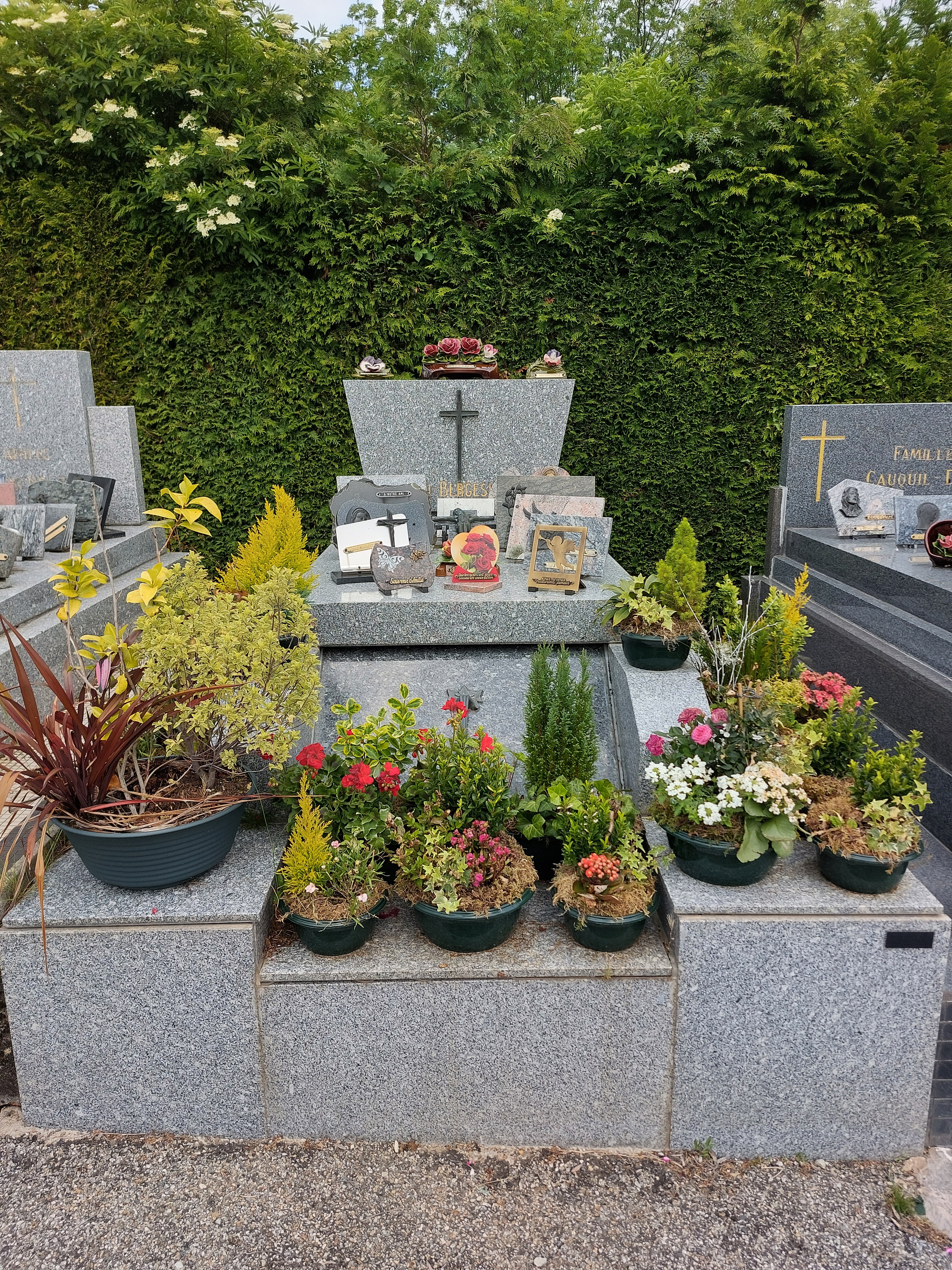
La tombe de Félix Bergèse située au cimetière de Fontiers-Cabardès

Félix Bergèse joue au rugby à XV avec le Boucau stade, où il est surnommé le toréador jusqu'en 1935, date à laquelle il est recruté par l'AS Carcassonne. Malgré cela, il n'honore par ce transfert et rejoint l'Aviron bayonnais, étant donné qu'il effectue alors son service militaire à Bayonne. De 1936 à 1938, il est sélectionné à six reprises sous le maillot national de l'équipe de France de rugby à XV,.
Il rejoint finalement le club treiziste de Carcassonne en 1938. Employé aux établissements Saint-Gobain à Bordeaux, il s'entraîne avec le club treiziste de Bordeaux en semaine et évolue en championnat avec le club audois le week-end.
Pendant la Seconde Guerre mondiale, alors que la pratique du rugby à XIII est interdite en France, il joue quelques matchs de rugby à XV avec l'AS Carcassonne. À la fin du conflit, Bergèse reste fidèle au club carcassonnais treiziste dont il devient le capitaine et où il évolue jusqu'en 1950. Néanmoins, Bergèse ne sera jamais international à XIII, car il voit « son inéluctable carrière entravée puis anéantie par l'interdiction de Vichy et la deuxième guerre mondiale ».
Il entraîne plus tard, de 1954 à 1971, le club de rugby à XIII de Carcassonne. On considère même que ce « monument carcassonnais  » a «  façonné l'ASC  »,
Il détient un bar-café, sur la place Carnot de Carcassonne, nommé Chez Félix ; cet établissement lui vaut le surnom du sorcier et il est géré, début des années 2010, par son gendre Jean Cabrol,,,.
Il meurt le 22 septembre 2003 à Carcassonne. Il repose au cimetière de Fontiers-Cabardès.

## Palmarès

### Rugby à XV
- Collectif :
  - Vainqueur du Tournoi européen : 1937 et 1938 (France).
  - Vainqueur du Challenge Yves du Manoir : 1936 (Bayonne).
  - Vainqueur de la Coupe nationale : 1943 et 1944 (« Languedoc-Roussillon »).

#### Détails en sélection
| Matchs internationaux de Jean Duhau | Matchs internationaux de Jean Duhau | Matchs internationaux de Jean Duhau | Matchs internationaux de Jean Duhau | Matchs internationaux de Jean Duhau | Matchs internationaux de Jean Duhau | Matchs internationaux de Jean Duhau | Matchs internationaux de Jean Duhau | Matchs internationaux de Jean Duhau | Matchs internationaux de Jean Duhau | Matchs internationaux de Jean Duhau | Matchs internationaux de Jean Duhau |
|                                     | Date                                | Adversaire                          | Résultat                            | Compétition                         | Poste                               | Points                              | Essais                              | Pen.                                | Drops                               |                                     |                                     |
| ----------------------------------- | ----------------------------------- | ----------------------------------- | ----------------------------------- | ----------------------------------- | ----------------------------------- | ----------------------------------- | ----------------------------------- | ----------------------------------- | ----------------------------------- | ----------------------------------- | ----------------------------------- |
| sous les couleurs de la France      |                                     |                                     |                                     |                                     |                                     |                                     |                                     |                                     |                                     |                                     |                                     |
| 1.                                  | 1er novembre 1936                   | Allemagne                           | 6-3                                 | Test-match                          | Centre                              | -                                   | -                                   | -                                   | -                                   |                                     |                                     |
| 2.                                  | 18 avril 1937                       | Allemagne                           | 27-6                                | Test-match                          | Centre                              | 6                                   | 2                                   | -                                   | -                                   |                                     |                                     |
| 3.                                  | 17 octobre 1937                     | Italie                              | 43-5                                | Tournoi FIRA                        | Centre                              | 3                                   | 1                                   | -                                   | -                                   |                                     |                                     |
| 4.                                  | 27 mars 1938                        | Allemagne                           | 0-3                                 | Test-match                          | Centre                              | -                                   | -                                   | -                                   | -                                   |                                     |                                     |
| 5.                                  | 15 mai 1938                         | Roumanie                            | 11-8                                | Tournoi FIRA                        | Centre                              | -                                   | -                                   | -                                   | -                                   |                                     |                                     |
| 6.                                  | 22 mai 1938                         | Allemagne                           | 8-5                                 | Tournoi FIRA                        | Centre                              | 3                                   | 1                                   | -                                   | -                                   |                                     |                                     |

#### Détails en club
| Saison    | Saison                                       | Championnat                                  | Championnat                                  | Coupe                                        | Coupe                                        |
| Saison    | Saison                                       | Compétition                                  | Class.                                       | Comp.                                        | Class.                                       |
| --------- | -------------------------------------------- | -------------------------------------------- | -------------------------------------------- | -------------------------------------------- | -------------------------------------------- |
| 1933-1934 | Boucau stade                                 | Championnat de France                        | Poule de neuf                                |                                              |                                              |
| 1934-1935 | Boucau stade                                 | Championnat de France                        | Poule de sept                                |                                              |                                              |
| 1935-1936 | Aviron bayonnais                             | Championnat de France                        | 1/2 finale                                   | Challenge Yves du Manoir                     | Vainqueur                                    |
| 1936-1937 | Aviron bayonnais                             | Championnat de France                        | 1/8 finale                                   | Challenge Yves du Manoir                     | 3e (poule A)                                 |
| 1937-1938 | Aviron bayonnais                             | Championnat de France                        | 1/8 finale                                   | Challenge Yves du Manoir                     | 4e (poule A)                                 |
| 1938-1939 | Passage au rugby à XIII à l'A.S. Carcassonne | Passage au rugby à XIII à l'A.S. Carcassonne | Passage au rugby à XIII à l'A.S. Carcassonne | Passage au rugby à XIII à l'A.S. Carcassonne | Passage au rugby à XIII à l'A.S. Carcassonne |
| 1940-1941 | A.S. Carcassonne                             |                                              |                                              |                                              |                                              |
| 1941-1942 | A.S. Carcassonne                             |                                              |                                              |                                              |                                              |
| 1942-1943 | A.S. Carcassonne                             | Championnat de France                        | 1/16 finale (sud)                            | Coupe de France                              | 1/16 finale (sud)                            |
| 1943-1944 | A.S. Carcassonne                             | Championnat de France                        | Poule de huit                                |                                              |                                              |
| 1944-1945 | Retour au rugby à XIII à l'A.S. Carcassonne  | Retour au rugby à XIII à l'A.S. Carcassonne  | Retour au rugby à XIII à l'A.S. Carcassonne  | Retour au rugby à XIII à l'A.S. Carcassonne  | Retour au rugby à XIII à l'A.S. Carcassonne  |

### Rugby à XIII
- Collectif : 
  - Vainqueur du Championnat de France : 1945, 1946 et 1950 (Carcassonne).
  - Vainqueur de la Coupe de France : 1946 et 1947 (Carcassonne).
  - Finaliste du Championnat de France : 1947, 1948 et 1949 (Carcassonne).
  - Finaliste de la Coupe de France : 1945, 1948 et 1949 (Carcassonne).

#### Détails en club
| Saison    | Saison                                 | Championnat                            | Championnat                            | Coupe                                  | Coupe                                  |
| Saison    | Saison                                 | Comp.                                  | Class.                                 | Comp.                                  | Class.                                 |
| --------- | -------------------------------------- | -------------------------------------- | -------------------------------------- | -------------------------------------- | -------------------------------------- |
| 1938-39   | AS Carcassonne                         | Championnat de France                  | 1/2 finale                             | Coupe de France                        | 1/4 finale                             |
| 1940-1944 | Interdiction du rugby à XIII en France | Interdiction du rugby à XIII en France | Interdiction du rugby à XIII en France | Interdiction du rugby à XIII en France | Interdiction du rugby à XIII en France |
| 1944-45   | AS Carcassonne                         | Championnat de France                  | Vainqueur                              | Coupe de France                        | Finaliste                              |
| 1945-46   | AS Carcassonne                         | Championnat de France                  | Vainqueur                              | Coupe de France                        | Vainqueur                              |
| 1946-47   | AS Carcassonne                         | Championnat de France                  | Finaliste                              | Coupe de France                        | Vainqueur                              |
| 1947-48   | AS Carcassonne                         | Championnat de France                  | Finaliste                              | Coupe de France                        | Finaliste                              |
| 1948-49   | AS Carcassonne                         | Championnat de France                  | Finaliste                              | Coupe de France                        | Finaliste                              |
| 1949-50   | AS Carcassonne                         | Championnat de France                  | Vainqueur                              | Coupe de France                        | 1/8 finale                             |